# Molen L-Q
Molen L-Q is een in 1598 gebouwde poldermolen aan de Molenweg in Burgervlotbrug in de Nederlandse gemeente Schagen. De molen bemaalt afdeling L-Q van de Zijpe- en Hazepolder, welke in 1960 is ontstaan door samenvoeging van de afdelingen L en Q. Voorheen bemaalde de molen uitsluitend afdeling L. De molen is een rietgedekte achtkantige molen van het type grondzeiler met een wiekenkruis dat is voorzien van het systeem Fauël met steekborden op beide roeden. De molen is, zoals meer Noord-Hollandse poldermolens, een binnenkruier. Eigenaar van de molen is het Hoogheemraadschap Hollands Noorderkwartier.
Zijpe Molen D ·
Molen F ·
Molen L-Q ·
Molen N-G ·
Molen N-M ·
Molen O-N ·
Molen O-T ·
Molen P ·
Molen P-V ·
Molen Zuider-G

Stichting Zijpermolens